# Communauté de communes du Val de Morteau
La communauté de communes du Val de Morteau est une communauté de communes française située dans le département du Doubs, en Franche-Comté, dans la région administrative Bourgogne-Franche-Comté.
L'intercommunalité fait partie du pôle métropolitain Centre Franche-Comté.

## Histoire
En 1973, Jérôme Villermoz met en place les fondements d'une association entre les territoires autour de Morteau.

## Territoire communautaire

### Composition
La communauté de communes est composée des 8 communes suivantes :

| Nom                  | Code Insee | Gentilé      | Superficie (km2) | Population (dernière pop. légale) | Densité (hab./km2) |
| -------------------- | ---------- | ------------ | ---------------- | --------------------------------- | ------------------ |
| Morteau (siège)      | 25411      | Mortuaciens  | 14,11            | 6 905 (2022)                      | 489                |
| Le Bélieu            | 25050      |              | 10,72            | 512 (2022)                        | 48                 |
| Les Combes           | 25160      | Comboillards | 17,58            | 770 (2022)                        | 44                 |
| Les Fins             | 25240      | Finois       | 25,39            | 3 062 (2022)                      | 121                |
| Grand'Combe-Châteleu | 25285      | Beugnons     | 21,46            | 1 507 (2022)                      | 70                 |
| Les Gras             | 25296      | Rosillards   | 14,99            | 804 (2022)                        | 54                 |
| Montlebon            | 25403      | Belmontois   | 27,27            | 2 227 (2022)                      | 82                 |
| Villers-le-Lac       | 25321      | Villeriers   | 30,17            | 5 248 (2022)                      | 174                |

### Démographie
| 1968   | 1975   | 1982   | 1990   | 1999   | 2006   | 2010   | 2015   | 2021   |
| ------ | ------ | ------ | ------ | ------ | ------ | ------ | ------ | ------ |
| 15 600 | 17 120 | 16 726 | 17 348 | 17 662 | 18 354 | 19 151 | 20 197 | 20 983 |

## Administration

### Siège
Le siège de la communauté de communes est à Morteau, à la mairie,.

### Tendances politiques
| Commune              | Maire                | Étiquette | Étiquette |
| -------------------- | -------------------- | --------- | --------- |
| Le Bélieu            | Jean-Noël Cuenot     |           | DVD       |
| Les Combes           | Jean-Louis Mougin    |           | SE        |
| Les Fins             | Élisabeth Redoutey   |           | SE        |
| Grand'Combe-Châteleu | Christelle Vuillemin |           | SE        |
| Les Gras             | Bernard Jacquet      |           | SE        |
| Montlebon            | Catherine Rognon     |           | DVD       |
| Morteau              | Cédric Bôle          |           | LR        |
| Villers-le-Lac       | Dominique Mollier    |           | DVD       |

### Élus
Le conseil communautaire se compose de 33 conseillers, représentant chacune des communes membres et élus pour une durée de six ans.
Ils sont répartis comme suit :
| Nombre de conseillers | Communes                                   |
| --------------------- | ------------------------------------------ |
| 11                    | Morteau                                    |
| 7                     | Villers-le-Lac                             |
| 5                     | Les Fins                                   |
| 3                     | Montlebon                                  |
| 2                     | Grand'Combe-Châteleu, Les Combes, Les Gras |
| 1                     | Le Bélieu                                  |

### Liste des présidents
| Période                                  | Période         | Identité            | Étiquette         | Qualité                                             |
| ---------------------------------------- | --------------- | ------------------- | ----------------- | --------------------------------------------------- |
| Les données manquantes sont à compléter. |                 |                     |                   |                                                     |
| 1989                                     | 1995            | Pierre Cheval       |                   | Maire de Morteau (1989 → 1995)                      |
| 1995                                     | 10 juillet 2020 | Jean-Marie Binetruy | RPR puis UMP → LR | Maire de Morteau (1995 → 2002) Député (2002 → 2012) |
| 10 juillet 2020                          | En cours        | Cédric Bôle         | LR                | Maire de Morteau (2017 → )                          |